# Station Heysham Port
Heysham Port is een spoorwegstation van National Rail in Heysham, Lancaster in Engeland. Het station is eigendom van Network Rail en wordt beheerd door Northern Rail. 

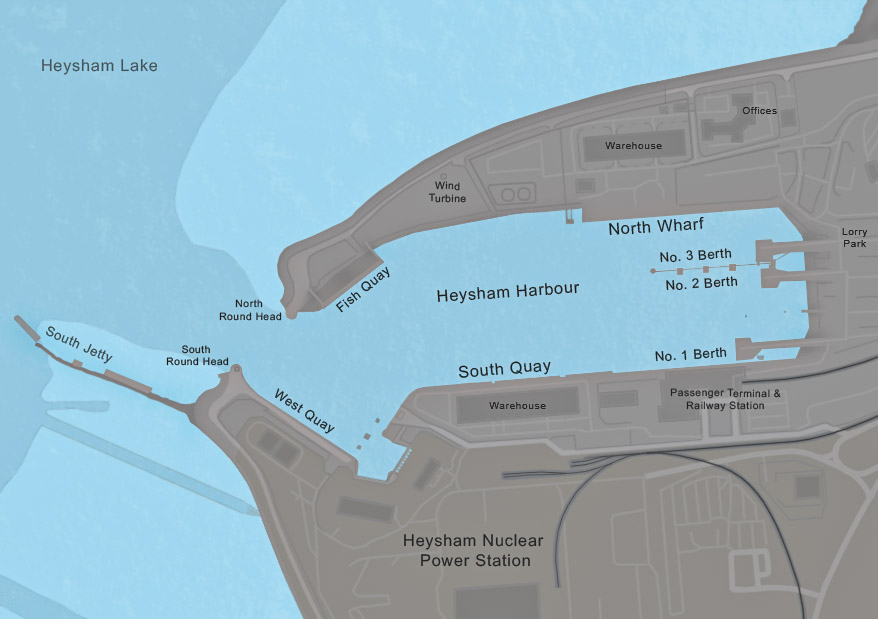
Locatie van station en veerhaven